# Hyperphrona sordida
Hyperphrona sordida är en insektsart som beskrevs av Brunner von Wattenwyl 1891. Hyperphrona sordida ingår i släktet Hyperphrona och familjen vårtbitare. Inga underarter finns listade i Catalogue of Life.